# Gabriela Ponce (cantautora)
Gabriela Ponce (Pasto, Nariño), también conocida como Gabriela Ponc es una cantante y clarinetista colombiana que explora sonidos experimentales con ritmos tradicionales latinoamericanos, letras personales y políticas. Ponce es nariñense, pero ha desarrollado su trabajo en Bogotá.

## Carrera
Comenzó su carrera solista con el disco "El sur del ser", presentado el 8 de septiembre de 2023 y que define como un diálogo con el suelo, la sexualidad femenina y la tierra; es un diálogo entre lo rural y lo urbano, disco que se pregunta por los orígenes. En el tema Mujeres vuelan en guitarra propone feminizar el rock como se feminiza la política. Su gira "Trompito" visitó La Haya en los Países Bajos, Barcelona, Bilbao y Madrid. Considera que los festivales en Colombia ayudan a que artistas locales puedan hacer parte de circuitos internacionales, para que la escena local se fortalezca.
Participa en la agrupación Buha 2030, que mezcla jazz, rock, folclor y atmósferas sonoras y su disco, Amoral inmortal, fue seleccionado por la Revidta Shock como uno de los 35 álbumes más importantes del 2021 en Colombia. También hace parte del grupo Verbalia. Es egresada de la Universidad Nacional de Colombia, donde estudió jazz y su entorno familiar es cercano a la música, donde su hermana es integrante de la Bambarabanda. Tiene participaciones esporádicas en la murga de Lucio Feuillet.
Además de la voz, la guitarra y el clarinete, Ponce ha experimentado tocar las flautas de PVC del Cauca y los pinquillos del Putumayo. Explora instrumentos de viento, que considera importantes para su desarrollo artístico.
Entre sus influencias se encuentra La Muchacha, PJ Harvey y el free jazz de Pasto.

### Discografía
Su producción discográfica cuenta con los siguientes trabajos.

#### Como solista
- El sur del ser (2023), álbum.
- Gabriela Ponce - Noisesion (live) (2023), sencillo.
- El sol de tus ojos (2023), sencillo.
- Esfera (2023), sencillo.
- Idea (2023), sencillo.
- Mujeres vuelan en guitarra (2023), sencillo.
- Posmodernillo depredador (2023), sencillo.
- La yunta (ya viene) (2023), sencillo.
- Loca tierra (2024), sencillo.
- Loca tierra (Sesión en vivo) (2024), sencillo.

#### Con Buha 2030
- Amoral inmortal (2021), álbum.

#### Con Verbalia
- Tusa doble tusa (2023), àlbum.

## Premios y distinciones
Ponce ganó la convocatoria Distrital de Rock al Parque 2024. Su disco El sur del ser fue reseñado como el mejor disco colombiano en 2023 por Doble R.